# Matelea oaxacana
Matelea oaxacana är en oleanderväxtart som först beskrevs av Standley, och fick sitt nu gällande namn av W.D. Stevens. Matelea oaxacana ingår i släktet Matelea och familjen oleanderväxter. Inga underarter finns listade i Catalogue of Life.